# Liste de sultanats
Liste de sultanats historiques classés par zone géographique

## Moyen-Orient

### Oman
Oman est un sultanat depuis 1741.

### Yémen
- Sultanat d'Audhali (en) (XVIIIe siècle-1967)
- Sultanat Wahidi d'Azzan (1830-1881)
- Sultanat Wahidi de Bal'haf et Azzan (1830-1967)
- Sultanat du Bas-Yafa (v;1800-1967)
- Sultanat de Beda (1636-1930)
- Sultanat Wahidi de Bir Ali Amaqin (1830-1967)
- Sultanat de Fadhli (XVIIe siècle-1967)
- Sultanat Wahidi de Habban (1830-1967)
- Sultanat du Haut-Yafa (1680-1967)
- Sultanat de Lahej (1728-1967)
- Sultanat de Qasm (?-1967)
- Sultanat Mahri de Qishn et Socotra (1432-1967)
- État Kathiri de Sai'un (1379-1967)
- État Quaiti de Shihr et Mukalla (1858-1967)
- Sultanat de Tarim (1902-1967)

### Turquie
- Empire ottoman (1299-1922)
- Sultanat de Roum (1077-1307)

### Afghanistan
- Sultanat de Hérat (1717-1732)

### Égypte
- Sultanat ayyoubide (1171-1341)
- Sultanat mamelouk d'Égypte (1250-1517)
- Sultanat d'Égypte (1914-1922)

### Arabie saoudite
- Sultanat du Ghatghat (?-1924)
- Sultanat du Nedjd (1921-1925)

### Iran
- Sultanat djalayiride (1336–1432)
- Empire seldjoukide (1037-1194)

## Côte orientale de l'Afrique
- Sultanat d'Adal (1415-1577)
- Sultanat Ajuran (XIIIe siècle-XVIIe siècle)
- Sultanat d'Angoche (v.1485-1910)
- Sultanat d'Awsa (1734-1936)
- Sultanat du Choa (?-XIIIe siècle)
- Sultanat de Dahlak (XIe siècle-1557)
- État derviche (1899-1920)
- Sultanat de Fatajar (?-?)
- Sultanat de Goba'ad (XVIIIe siècle-1930)
- Sultanat d'Hobyo (1878-1926)
- Sultanat d'Ifat (1285-1415)
- Sultanat d'Isaaq (1749-1884)
- Sultanat de Kilifi (v.1389-1592)
- Sultanat de Kilwa (957-1513)
- Sultanat de Majeerteen (?-1927)
- Sultanat de Mogadiscio (VIIIe siècle-XVe siècle)
- Sultanat de Mombasa (?-1593)
- Sultanat Geledi (XVIIe siècle-XIXe siècle)
- Sultanat de Pate (1203-1895)
- Sultanat de Rehayto (v.1600-1902)
- Sultanat de Tadjourah (XVe siècle-1884)
- Sultanat Warsangali (1298-1887)
- Sultanat de Witu (1858-1923)

### Comores
- Sultanat d'Anjouan (?-1912)
- Sultanat de Bajini (?-1889)
- Sultanat de Bambao (?-1892)
- Sultanat de Grande Comore (1892-1912)
- Sultanat de Hamahame (?-?)
- Sultanat de Hamamvu (?-?)
- Sultanat de Itsandra (?-?)
- Sultanat de La Dombe (?-?)
- Sultanat de Mayotte (XVe siècle-1841)
- Sultanat de Mboinkou (?-?)
- Sultanat de Mbude (?-?)
- Sultanat de Mohéli (?-1909)
- Sultanat de Washili (?-?)

### Tanzanie
- Sultanat de Zanzibar (1861-1964)

## Afrique du Nord
- Sultanat de Béjaïa (1285-1309 ; 1312-1318 ; 1358-1510)
- Royaume des Beni Abbès (1510–1872)
- Sultanat du Maroc (uk) (789-1956)
- Sultanat zianide (1235-1556)
- Sultanat de Touggourt (1414-1881)
- Sultanat hafside de Tunis (1228-1574)

## Afrique Centrale
- Royaume du Baguirmi (1522-1897)
- Sultanat de Bangassou (?-1890)
- Sultanat de Dar el-Kouti (1830-1912)
- Sultanat du Darfour (1603-1874 ; 1898-1916)
- Sultanat de Dar Rounga (?-1890)
- Royaume du Kanem-Bornou (VIIIe siècle-1900)
- Royaume Mandara (v.1715-1902)
- Sultanat de Rafaï (1800-1909)
- Sultanat de Sennar (1504-1821)
- Sultanat de Saïd-Baldas (?-XXe siècle)
- Sultanat de Woulky (?-?)
- Sultanat de Zémio (v.1830-1923)

## Afrique de l'Ouest
- Sultanat d'Agadez (1404-1906)
- Sultanat du Damagaram (1731-1899)
- Sultanat du Gobir (XIe siècle-1808)
- Sultanat de Maradi (1807-1898)
- Sultanat de Sokoto (1804-1903)

## Inde
- Sultanat de Bahmanî (1347-1518/1527)
- Sultanat du Bengale (1339-1576)
- Sultanat du Cachemire (en) (1320-1323 ; 1339-1589)
- Sultanat de Delhi (1206-1526)
- Sultanats du Deccan :
  - Sultanat d'Ahmadnagar (1494-1636)
  - Sultanat de Berar (1487-1574)
  - Sultanat de Bijapur (1489-1686)
  - Sultanat de Golkonda (1512-1590)
  - Sultanat de Bidar (territoire restant du sultanat Bahmanî après démembrement, 1428-1609)
- Sultanat du Gujarat (1394-1573)
- Sultanat de Jaunpur (1394-1479)
- Sultanat de Kalpî
- Sultanat de Khandesh (1382-1601)
- Sultanat de Madurai (1335-1378)
- Sultanat de Malva (1392-1531)
- Sultanat du Sind (1339-1591)

## Chine
- Sultanat de Dali (1856-1873)

## Maldives
- Sultanat des Maldives (1388-1952 ; 1954-1968)

## Thaïlande
- Sultanat de Singora (1605–1680)

## Insulinde

### Indonésie
- Sultanat d'Aceh (v.1496-1903)
- Sultanat d'Asahan (1630–1946)
- Sultanat de Bacan (v.1322-1965)
- Sultanat de Banjar (en) (1526-1860)
- Sultanat de Banten (1526-1813)
- Sultanat de Barus (?-1839)
- Sultanat de Berau (XIVe siècle-XIXe siècle)
- Sultanat de Bima (v.1640-1958)
- Royaume de Bone (1611-1905 ; 1931-1950)
- Sultanat de Bulungan (1731-1964)
- Sultanat de Buton (1332–1960)
- Sultanat de Cirebon (1445-1677)
- Sultanat de Deli (1632–1946)
- Sultanat de Demak (1475–1554)
- Royaume de Gowa (XIVe siècle-1957)
- Sultanat de Jailolo (XIIIe siècle–1832)
- Sultanat de Jambi (1615–1904)
- Sultanat de Kutai (1300-1844)
- Sultanat de Langkat (1568–1946)
- Sultanat de Lingga-Riau (1819-1911)
- Royaume de Luwu (1605-1945)
- Sultanat de Mataram (1577–1755)
- Principauté de Mempawah (1740–1945)
- Sultanat de Palembang (1675-1823)
- Sultanat de Pasai (1267–1521)
- Sultanat de Paser (1516–1908)
- Royaume de Patani (v.1400-1902)
- Sultanat de Pontianak (1771–1950)
- Sultanat de Sambas (1609–1956)
- Principauté de Sanggau (1310–1960)
- Sultanat de Serdang (1723–1946)
- Sultanat de Sintang (1365–1950)
- Sultanat de Siak (1723–1946)
- Sultanat de Ternate (1257-1914)
- Sultanat de Tidore (1450-1904)
- Sultanat de Yogyakarta (1755-1950)

### Philippines
- Sultanat de Maguindanao (1520-1905)
- Sultanat de Sulu (1405-1917)

### Malaisie
- Sultanat de Johor (1511-)
- Sultanat de Kedah (1136-)
- Sultanat de Kelantan (1267-)
- Sultanat de Malacca (1402-1511)
- Sultanat de Pahang (1470-1623 ; 1881-)
- Sultanat de Perak (1528-)
- Sultanat de Selangor (1766-)
- Sultanat de Terengganu (1725-)

### Brunei
Brunei est un sultanat depuis 1522.

## Europe
- Sultanat de Goutgachen (1747-XVIIIe siècle)
- Sultanat de Grenade (1238-1492)
- Sultanat d'İlisu (1562-1844)
- Sultanat de Salyan (1729-1789)